# 拉蒂纳镇
拉蒂纳镇（義大利語：Villa Latina），是意大利拉齐奥大区弗罗西诺内省的一个市镇。总面积17.02平方公里，人口1242人，人口密度73.0人/平方公里（2009年）。ISTAT代码为060088。